# اجزای کلام
در دستور زبان سنتی، رده جزء کلام یا پاره‌های سخن (به انگلیسی: Part of speech) نوعی رده برای واژه‌ها (یا به صورت عمومی‌تر، واحد واژگانی) است که در آن، واژه‌های هر رده، ویژگی‌های دستور زبانی مشابهی دارند.
واژه‌هایی که به جزء (قسمت) مشابهی از کلام (گفتار) منتسب می‌شوند، معمولاً رفتار دستور زبانی مشابهی نمایش می‌دهند، آن‌ها نقش مشابهی در داخل ساختار دستوری جمله‌ها بازی می‌کنند. همچنین گاهی واژه‌های یک رده جزء کلامی نقش تک‌واژشناختی مشابهی بازی می‌کنند، یعنی آن‌ها درموقع تصریف تحت ویژگی‌های مشابه قرار دارند.
- در زبان انگلیسی: اجزای کلامی شامل اسم، فعل، صفت، قید، ضمیر، حرف اضافه، حرف ربط، حرف ندا، عدد، حرف تعریف، تخصیص‌گر می‌شود. دیگر زبان‌های هندواروپایی نیز اساساً همهٔ این کلاس‌های واژه‌ای را دارند.[۳]
- در زبان فارسی: اجزای کلام هشت گونه دارد: اسم، ضمیر، صفت، فعل، قید، حرف اضافه، حرف ربط و حرف ندا.[نیازمند منبع]
- در زبان عربی: اجزای کلام سه گونه دارد: اسم، فعل و حرف.[نیازمند منبع]

هرکدام از این گونه‌ها را نیز می‌توان به زیربخش‌هایی تقسیم کرد؛ برای مثال، «اسم» می‌تواند مفرد یا جمع باشد.

## عبارات مشابه رده جزء کلام
رده‌های دیگری غیر از رده‌های جزء کلامی وجود دارند- مخصوصاً در رده‌بندی زبانی نوین، که معمولاً تمایز دقیق‌تری نسبت به طرح‌های سنتی دارند شامل: کلاس واژه، کلاس واژگانی، و رده‌بندی واژگانی است.
واژه «رده واژگانی» از نظر بعضی نویسندگان برای ارجاع به تنها یک نوع به‌خصوص رده نحوی محدودسازی شده‌است. این نویسندگان اجزای کلام که تابعی درنظرگرفته می‌شوند (مثل ضمیرها) را درنظر نمی‌گیرند.
عبارت کلاس حالت (به انگلیسی: form class) نیز گاهی به کار می‌رود؛ اگرچه این عبارت چندین تعریف متناقض دارد.

## کلاس‌های باز و بسته
کلاس واژه را می‌توان به صورت باز یا بسته رده‌بندی کرد:
- کلاس‌های باز (مثل اسم‌ها، فعل‌ها، و صفت‌ها) عضوهای جدید را به صورت مداوم به دست می‌آورند.
- کلاس‌های بسته (مثل ضمیر و حرف ربط) به ندرت عضو جدید می‌پذیرند، یا حتی اصلاً نمی‌پذیرند.[۲]

## روش متفاوت تحلیل پاره گفتاری در زبان‌های مختلف
تقریباً در همه زبان‌ها کلاس‌های واژه‌ای «اسم» و «فعل» وجود دارد، اما کلاس‌های دیگر در بین زبان‌های مختلف، دارای تغییرات قابل توجه اند. برای مثال
- زبان ژاپنی سه نوع کلاس صفت دارد، اما زبان انگلیسی یکی دارد.
- در چینی، کره‌ای، ژاپنی، و ویتنامی، کلاسی برای رده‌بندی نامی دارند.
- خیلی از زبان‌ها بین صفت و قید تمایز قایل نیستند، یا صفت و فعل را متمایز نمی‌کنند.

به دلیل این نوع تنوع در تعداد رده‌ها و ویژگی‌های شناسایی کننده، تحلیل جزء کلامی باید برای هر زبان به‌خصوص به صورت جداگانه انجام شود. با این حال، برچسب‌های هر رده براساس یک شاخص جهانی منتسب می‌گردد.